# Darlington (Maryland)
Pour les articles homonymes, voir Darlington.
Darlington est une census-designated place située dans le comté de Harford, dans l’État du Maryland, aux États-Unis. Lors du recensement de 2020, elle comptait 398 habitants.